# Geometría del taxista

Distancia Manhattan contra distancia Euclidiana: Las líneas roja, azul y amarilla tienen la misma longitud (12) en las geometrías Euclidiana y taxicab. En la geometría Euclidiana, la línea verde tiene longitud 6×√2 ≈ 8.48, y es el único camino más corto. En la geometría taxicab, la línea verde tiene longitud 12, por lo que no es más corta que los otros caminos.

La geometría del taxista, considerada por Hermann Minkowski en el siglo XIX, es una forma de geometría en la que la métrica usual de la geometría euclidiana es reemplazada por una nueva métrica en la que la distancia entre dos puntos es la suma de las diferencias (absolutas) de sus coordenadas. La métrica del taxista (en inglés se denomina geometría Taxicab) también se conoce como distancia rectilínea, distancia L1 o norma {\displaystyle \ell }1 (ver Espacio Lp), distancia de ciudad, distancia Manhattan, o longitud Manhattan, con las correspondientes variaciones en el nombre de la geometría. El último nombre alude al diseño en cuadrícula de la mayoría de las calles de la isla de Manhattan, lo que causa que el camino más corto que un auto puede tomar entre dos puntos de la ciudad tengan la misma distancia que dos puntos en la geometría del taxista.

## Descripción formal
La distancia del taxista, {\displaystyle d_{1}}, entre dos vectores {\displaystyle \mathbf {p} ,\mathbf {q} } en un espacio vectorial real n-dimensional con un sistema de Coordenadas cartesianas fijo es la suma de las longitudes de las proyecciones del segmento de línea entre los puntos sobre el sistema de ejes coordenados. Más formalmente,
{\displaystyle d_{1}(\mathbf {p} ,\mathbf {q} )=\|\mathbf {p} -\mathbf {q} \|_{1}=\sum _{i=1}^{n}|p_{i}-q_{i}|,}
donde {\displaystyle \mathbf {p} =(p_{1},p_{2},\dots ,p_{n})\,} y {\displaystyle \mathbf {q} =(q_{1},q_{2},\dots ,q_{n})\,} son vectores.

Por ejemplo, en el plano, la distancia del taxista entre {\displaystyle (p_{1},p_{2})} y {\displaystyle (q_{1},q_{2})} es {\displaystyle |p_{1}-q_{1}|+|p_{2}-q_{2}|}.
La distancia del taxista depende de la rotación del sistema de coordenadas, pero no depende de su reflexión sobre un eje coordenado o su traslación. Satisface todos los axiomas de Hilbert (una formalización de la geometría Euclidiana excepto por el axioma SAS), ya que pueden generarse dos triángulos con dos lados cada uno, y el ángulo entre ellos igual, y que no sean congruentes.

Círculos en la geometría del taxista discreta y continua.

Un círculo es un conjunto de puntos con una distancia fija, llamada radio, desde un punto llamado centro. En la geometría del taxista, la distancia es determinada por una métrica diferente que en la geometría Euclidiana, y la forma de los círculos también cambia. Los círculos del taxista son cuadrados con los lados orientados en un ángulo de 45° con respecto a los ejes coordenados. La imagen de la derecha muestra por qué esto es así, representando en rojo el conjunto de todos los puntos con una distancia fija desde un centro, mostrado en azul. Mientras el tamaño de los bloques de ciudad disminuye, los puntos se vuelven más numerosos y se convierten en un cuadrado rotado en una geometría del taxista continua. Mientras que cada lado tendría una longitudo √2r usando una métrica Euclidiana, donde r es el radio del círculo, su longitud en la geometría del taxista es 2r. Por lo tanto, la longitud de la circunferencia es 8r. La fórmula para el círculo unitario en geometría Taxicab es {\displaystyle \ |x|+|y|=1} en coordenadas cartesianas y r = 1 / (|sinθ| + |cosθ|) en coordenadas polares.
Un círculo de radio r por la distancia de Chebyshov (L∞) en un plano también es un cuadrado con lados de longitud 2r paralelas a los ejes coordenados, por lo que la distancia planar de Chebyshev puede ser vista como equivalente por rotación y escalado a la distancia planar del taxista. Sin embargo, esta equivalencia entre métricas L1 y L∞ no se cumple en dimensiones mayores.
El uso de la distancia de Manhattan lleva a un concepto extraño: cuando la resolución de la geometría del taxista es mayor, acercándose al infinito (el tamaño de la división de los ejes se aproxima a 0), parece intuitivo que la distancia Manhattan se acercaría a la métrica Euclidiana. ({\displaystyle {\sqrt {{|x_{1}-x_{2}|}^{2}+{|y_{1}-y_{2}|}^{2}}}}), pero no es así. Esto es, esencialmente, una consecuencia de ser forzado a adherirse a movimientos de un solo eje: cuando se sigue la métrica de Manhattan, uno no puede moverse diagonalmente (en más de un eje simultáneamente).
Cuando cada par en una colección de estos círculos tiene una intersección no vacía, existe un punto de intersección para toda la colección; por lo tanto, la distancia de Manhattan forma un espacio métrico inyectivo.
Un círculo de radio 1 (usando esta distancia) es el vecindario von Neumann de su centro.

## Medida de distancias en ajedrez
En el ajedrez, la distancia entre cuadrados en el tablero de ajedrez para las torres se mide en distancia Manhattan; reyes y reinas usan la distancia de Chebyshov, y los alfiles usan la distancia Manhattan (entre cuadrados del mismo color) en el tablero rotado en 45 grados, es decir, con sus diagonales como ejes coordenados. Para ir de un cuadrado a otro, solo los reyes requieren tantos movimientos como el valor de la distancia; torres y alfiles requieren uno o dos movimientos (en un tablero vacío, y asumiendo que el movimiento es posible en el caso del alfil).